# Nodaria dentilineata
Nodaria dentilineata är en fjärilsart som beskrevs av Draeseke 1928. Nodaria dentilineata ingår i släktet Nodaria och familjen nattflyn. Inga underarter finns listade i Catalogue of Life.